# 超時空攔截
是一部2014年上映的澳大利亞科幻驚悚片，改編自羅伯特·海萊因的短篇小說《你們這些回魂屍》。本片由史派瑞兄弟執導和編劇，伊森·霍克、莎拉·史努克和諾亞·泰勒主演。
電影2014年3月8日在SXSW電影節上首映，2014年8月28日於澳大利亞本地上映，2015年1月9日在美國限定地區上映。

## 劇情
故事敘述一位表面上是個酒保，實際上是會透過時間旅行來改變歷史，藉此攔截犯罪的特務（伊森·霍克）。
特務於追捕炸彈客的過程中顏面嚴重燒傷，所幸有一不明人士將其時光機器推回給他，讓他奄奄一息之際勉力回到總部。由於受傷太重，接受顏面重建手術後外表大變，與之前判若兩人。特務康復後以酒保身份作為掩護，繼續進行秘密工作，對於害死千百條無辜生命的炸彈客及自己的失敗始終耿耿於懷。
酒吧一日進來一名男子（莎拉·史努克），原先與酒保很不對盤，卻逐漸談得投契。男子說出自己的過去。他出生時原為女性，被丟在孤兒院門口，在對親情的渴慕中長大，因有社交困難，所以也沒有朋友。但她異常健康，體能超乎尋常，所以從未進出過醫院。後因在校表現優異而獲甄選為女太空人，卻在訓練期間因鬥毆而遭開除，但直屬上司卻向她保證，一定想辦法上訴高層將她找回來。
女子其後半工半讀，偶遇一名彼此相知的男子，發生一夜情後，男子即不知所蹤。此時訓練中心的上司實踐諾言，真要把她找回去，原來所謂招募女太空人的單位實為特務機關，需要沒有家人和朋友的精英份子加入。此時的她卻發現自己懷孕了。由於難產剖腹，醫生發現她是真性陰陽人，只是男女性的器官皆發育不全。而其女性內生殖器於難產過程中為了保住性命而遭摘除，不得不接受手術重建她男性的部分，成為一個男人。在此期間，所生的女嬰又被偷走，完全找不到下落。後來他成為一名作家，始終恨透了那名導致這一切的男子。兩人於對話中微露反社會人格。
酒保此時願意給作家一個機會去殺死那名男子，但又一再追問，是否當真下得了手？在作家堅決的給出肯定答覆後，才自揭真實身份。作家在半信半疑中與酒保一同被傳送到以女兒身與負心男子相遇的那天。
酒保安頓好一切。作家回到當初與負心男子相遇的地點，卻邂逅仍是女兒身的過去自己，一番交談後，恍然明白自己就是那個負心的男子。由於相知相契，「兩人」很快就無可避免的「相愛」。酒保卻又去到作家入院生產的時空，將嬰兒偷走，再送到二十年前的育幼院門口。嬰兒隨後將在對親情的渴慕中成長為作家，所以在那個被偷走的時空中將再也找不到嬰兒的縱跡。
酒保心心念念炸彈客的行為，違規將自己傳送回上次任務失敗遭燒傷之處，卻仍不敵炸彈客而被打昏。待醒覺後，炸彈客已在另一邊與當年的特務交手。眼見特務遭嚴重燒傷，酒保將其時間機器推回，讓特務勉力回到總部，原來酒保就是當年幫了自己一把的不明人士。
規違行為遭上司訓誡。酒保明白自己的信念與當局扞格不入，也因規違而遭強制退休。他先回頭去將作家帶回總部的時空。作家正與女性的自己陷入熱戀，不願離去。酒保與作家兩人進行了一番自由意志與事皆前定不可違逆的對話，論及生活與愛與生涯目標孰輕孰重。原本寧可殺了酒保也不肯對女性的自己負心的作家，終不得不與酒保回到總部。
酒保傳送自己到炸彈客出現前數年的時空退休，原應自毀的時間機器卻因故障而保留原狀。他努力研究炸彈客的行為與心理，並靜待其出現。作家則經接受訓練後，終成優秀自信的特務。酒保在退休生活中撰寫自傳，從中交待出原來他就是成為特務後的作家，在追捕炸彈客過程中遭嚴重燒傷而容貌大變。
在充份的研究下靈光閃現，退休的酒保直衝炸彈客可能所在地點，卻發現炸彈客就是因時空傳送超出限度又遭現實折磨到生理心理都出現病態的未來自己。炸彈客堅稱自己作得對，因為他所炸死的人之中，有人在爆炸案未發生的時空之中製造出意外，傷害更多的人。炸彈客企圖說服退休的酒保，「他們兩人」所作所為不是錯誤，而酒保最終將活成炸彈客。酒保無法原諒炸彈客傷害無辜，不承認自己將成為炸彈客，開槍打死成為炸彈客的未來自己，結束一切。卻不知原本熱情正義的特務日後是否真的活成了變態猥瑣的炸彈客。

## 演員
- 伊森·霍克 飾 時空特警／酒保
- 莎拉·史努克 飾 未婚母亲／珍／约翰
- 諾亞·泰勒 飾 羅伯森先生
- 瑪德琳·韋斯特（英语：Madeleine West） 飾 Mrs. Stapleton
- 克里斯多福·柯比 飾 Agent Miles
- 芙蕾雅·史塔福（英语：Freya Stafford） 飾 Alice
- 吉姆·克諾貝洛赫（英语：Jim Knobeloch） 飾 Dr. Belfort
- 克里斯多福·史托勒里（英语：Christopher Stollery） 飾 The Interviewer
- 泰勞·科潘（英语：Tyler Coppin） 飾 Dr. Heinlein
- 羅布·詹金斯（英语：Rob Jenkins） 飾 Mr. Jones

## 發行
2014年7月21日，澳大利亞電影第一部預告片發布。9月25日，另一官方預告片釋出。
該片早於2014年3月8日在美國的德克薩斯州奧斯汀的SXSW電影節上首映。2014年7月31日，電影入選了澳大利亞墨爾本所舉行的墨爾本國際電影節開幕之夜。

### 評價
《前目的地》獲得的評價多為正面。爛番茄基於97條評論持有84％新鮮度，平均得分6.8/10。

## 外部連結
- 互联网电影数据库（IMDb）上《超時空攔截》的资料（英文）
- 豆瓣电影上《前目的地》的資料 （简体中文）
- 时光网上《前目的地》的資料（简体中文）